# Nie vergaß ich Soledad
Nie vergaß ich Soledad (Mi pequeña Soledad) ist eine mexikanische Telenovela, die 1990 von Televisa produziert wurde. Sie wurde in 160 30-minütigen Kapiteln um 19:30 Uhr ausgestrahlt und teilte sich den Sendeplatz mit „Alcanzar una estrella“. In der Hauptrolle war Verónica Castro zu sehen, in den Nebenrollen spielten Rosa María Bianchi, Salvador Pineda und July Furlong.

## Ausstrahlung
Nie vergaß ich Soledad lief montags bis freitags, um 10:30 Uhr, auf RTLplus, heute RTL Television. Ab 30. September 1997 wurde die komplette Telenovela nochmals wiederholt auf tm3.

## Handlung
Diese Geschichte voller Spannung und mütterlicher Liebe erzählt das Leben zweier Frauen, Isadora und Soledad, Mutter und Tochter, getrennt durch den Ehrgeiz zweier grausamer Menschen, die das Glück ihrer Mitmenschen nicht ertragen konnten: Piedad Fernández und Gerardo Salazar. Die Geschichte beginnt damit, dass Isadora als junges Mädchen in ihrer Heimatstadt Taxco zur „Königin des Silbers“ gekrönt wird, sehr zum Stolz ihres Vaters Don Manuel, eines noblen und angesehenen Mannes, der seine Tochter verehrt. Don Manuel ist mit der jüngeren Piedad verheiratet, die eine ungesunde Liebe zu Gerardo hegt, aber Gerardo hat nur Augen für Isadora, die mit einem jungen Mann aus Taxco, José Luis Garza, verlobt ist. Der böse Gerardo, getrieben von seiner ungesunden Liebe zu Isadora und seinem Hass, von ihr zurückgewiesen zu werden, schickt ihr eines Nachts eine Nachricht, sich mit ihm im Wald zu treffen, wobei er vorgibt, José Luis zu sein. Isadora, die verliebt ist, geht zu der Verabredung, aber Gerardo geht ihr entgegen, und trotz ihrer Bitten gibt Gerardo ihrem Herzen nicht nach und beschimpft Isadora.
Die Geschichte endet mit Isadora und Mateo, gerade als Isadora mit Carlos eintrifft, der inzwischen wieder völlig genesen ist. Am Ende werden alle Verbrechen von Natalia und Mateo aufgedeckt. In seiner Verzweiflung flieht Mateo vor der Polizei, nur um einen Autounfall zu erleiden, der ihn lebenslang im Wachkoma lässt, während Natalia verhaftet und für schuldig befunden wird. Aber Mutter und Tochter müssen noch ein weiteres Hindernis überwinden, das sie vom Glück abhält: Piedad, die voller Wut und Groll ist, weil Gerardo sie nie geliebt hat, plant, sich zu rächen und ihn und Soledad zu töten, um sich an Isadora zu rächen. Auf dem Dach eines Gebäudes versucht Piedad, Soledad zu erstechen, aber Gerardo kommt und hält sie auf. Soledad wird von der Polizei gerettet, und Piedad und Gerardo rutschen aus, fallen vom Dach und sterben in den Armen des anderen.
Endlich können Isadora und Soledad in Frieden mit ihren Liebhabern Carlos und Lalo zusammenleben, da ihnen niemand mehr etwas antun kann. In Acapulco findet eine Feier statt, bei der Soledad im Kreise ihrer Lieben zur Erlauchten Tochter von Acapulco ernannt wird. Alles ist fröhlich und lacht, bis Isadora vor den Augen des am Boden zerstörten Carlos, der bitterlich weint, einen tödlichen Herzanfall erleidet. Alle teilen den Schmerz über den Verlust von Isadora, aber Soledad ist beruhigt, dass ihre Mutter lange genug gelebt hat, um ihre Tochter erfüllt und glücklich zu sehen, wie sie es sich immer gewünscht hat.
Isadora wird schwanger und erzählt es José Luis, dessen Liebe zu Isadora so groß ist, dass er verspricht, sie zu heiraten und Vater ihres Kindes zu werden. Isadora ist überglücklich, doch am Tag der Hochzeit fängt Gerardo José Luis auf dem Weg zur Kirche ab und ersticht ihn, woraufhin er durch Isadoras Hand stirbt. Monate nach diesem grausamen Schlag kehrt ein Hoffnungsschimmer in Isadoras Leben zurück, als sie ein wunderschönes Mädchen zur Welt bringt, das sie Soledad nennt, wie ihre Großmutter auch genannt wurde. Gerardo scheint seine Rechte als Vater einzufordern, und Don Manuel, wütend über all das Leid, das er seiner Tochter zugefügt hat, will ihn töten, doch seine Wut führt zu einem tödlichen Herzanfall. Als Isadora allein zurückbleibt, schmieden Piedad und Gerardo ein Komplott, um ihr das schlimmste aller Leiden zuzufügen: Sie wollen ihr die neugeborene Tochter wegnehmen. Piedad flieht mit dem Kind nach Acapulco und übergibt es zusammen mit einer großen Geldsumme einigen einfachen Fischern.
Isadora unternimmt alles, um ihre Tochter zu finden, aber ohne Erfolg. Mit dem Vermögen, das sie von ihrem Vater geerbt hat, zieht sie als traurige und einsame Frau nach Mexiko-Stadt, wo das Schicksal sie einem Mann begegnen lässt, der sich in sie verliebt, einem noblen und mächtigen Geschäftsmann namens Hernán Villaseñor, der sich, obwohl er viel älter ist als sie, in sie verliebt und es schafft, die Zuneigung zu erobern, die ihr das Leben verwehrt hat. Isadora überwindet ihre Ängste vor dem, was in ihrer Vergangenheit geschehen ist, denn dank ihm gelingt es ihr, diese Traumata auszulöschen. Die beiden heiraten und er nimmt sie mit in seine Villa, wo sie die Zuneigung von Carmelita und Ramón, den Angestellten des Hauses, und von Marisa, Hernáns süßer Nichte, gewinnen kann. Sie wird jedoch zum Opfer der Schikanen und Intrigen von Natalia, Marisas Mutter und Ehefrau von Mateo, Hernáns Bruder, der in ihr einen Feind für seine Pläne sieht, das Vermögen der Familie Villaseñor zu übernehmen. Sowohl sie als auch Mateo, ein Taugenichts, machen sich nicht die Mühe, ihre Verachtung für Isadora zu zeigen.
Inzwischen ist Soledad ein hübsches junges Mädchen, und obwohl sie die Wahrheit über ihre Herkunft kennt, ist sie in Acapulco aufgewachsen und liebt und hilft ihren Geschwistern und Adoptiveltern. Sie ist mit Lalo verlobt, einem jungen Boxer, der frustriert ist, weil er sich klein fühlt. Doch Soledads Leben ändert sich radikal, als sie von ihrem echten Vater Gerardo gefunden wird und sich die Probleme von Erpressung und Ehrgeiz stellen. Isadora ist nach einem schrecklichen Unfall, der sie zum Invaliden macht, verwitwet, aber sie wird vom besten Freund ihres verstorbenen Mannes, dem Anwalt Carlos Arizmendi, unterstützt. Die beiden hatten sich vor einiger Zeit ineinander verliebt, beschlossen aber, ihre Gefühle zu zügeln, aus Respekt vor Hernán, der ihnen beiden so viel gegeben hatte, dass er es nicht verdiente, auf diese Weise betrogen zu werden. Und es ist Carlos, der schließlich seine Tochter findet und ihr vorstellt. Isadora ist überglücklich, dass sie ihre kleine Soledad nach so langer Zeit endlich gefunden hat. Doch das Glück ist nur von kurzer Dauer, denn Carlos’ Frau Ana Silvia, eine grausame und hysterische Frau, die das Leben von Carlos und Isadora unmöglich machte, wird erschossen in ihrer Wohnung aufgefunden. Der Verdacht fällt zunächst auf Isadora und dann auf Carlos, der schließlich inhaftiert wird. Nach einer erschütternden Zeit, in der Natalia, Mateo und Sebastian, der einst Ana Silvias Geliebter war, Intrigen gegen Carlos schmieden, kommt Carlos schließlich frei, da seine Unschuld bewiesen wird, als Beatriz, Isadoras lebenslange Freundin, gesteht, dass sie Ana Silvia getötet hat, um sich an ihr und Sebastian zu rächen, weil sie sie so gedemütigt hatte.
Als Carlos freigelassen wird, finden Isadora, Soledad und ihre Familie relative Ruhe und Frieden. Doch Natalia und Mateo schmieden einen finsteren Plan, um Isadora loszuwerden: Sie wollen sie in den Wahnsinn treiben und dann in einer isolierten Klinik einsperren, damit niemand mehr etwas von ihr hört. Dieser Moment kommt, als Soledad, die in Acapulco zur Königin des Kunsthandwerks ernannt wurde, wegen ihrer Arbeit als Botschafterin des Kunsthandwerks, die durch verschiedene Bundesstaaten des Landes tourt, abwesend sein muss. Natalia sperrt Isadora in Komplizenschaft mit einem ehrgeizigen Arzt in eine Klinik für Geisteskranke in Guadalajara ein und verabreicht ihr Tag und Nacht Medikamente und Injektionen, die sie in einen sehr ernsten psychischen Zustand versetzen; zu allem Überfluss gelingt es Piedad, die totgeglaubt wird, nachdem die Ranch in Taxco mit ihr darin abgebrannt ist, zu überleben und sich in Guadalajara zu verstecken, und um zu überleben, bekommt sie einen Job in der Klinik, in der Isadora interniert ist. Sie ist dafür verantwortlich, sie weiterhin physisch und psychisch zu quälen, nachdem sie sie aus dem Haus geholt und in dem Zimmer versteckt hat, in dem sie Tag und Nacht geknebelt und gefesselt lebt.
Soledad, die bereits vom Verschwinden ihrer Mutter weiß, ist genauso verzweifelt wie Carlos, aber sie nimmt den Mut auf, ihre Arbeit als Botschafterin trotz ihrer Angst fortzusetzen. Nach einiger Zeit hat Isadoras Leiden endlich ein Ende, als es Carlos gelingt, sie aufzuspüren und sie in einem kritischen Zustand zu finden. Er versteckt sie in seiner Wohnung, während er ihr hilft, sich zu erholen. Soledad ist wieder mit ihrer Mutter vereint und erleichtert, dass sie in Sicherheit ist. Da sie aber einige Zeit brauchen wird, um sich von der erlittenen Folter zu erholen, schlägt Soledad vor, sich im Haus der Villaseñors als ihre Mutter auszugeben, um Natalia und Mateo zu entlarven, da sie und Carlos sicher sind, dass sie die Schuldigen sind. Der Plan funktioniert zunächst perfekt, aber aufgrund einiger unbeabsichtigter Versehen beginnt Natalia zu vermuten, dass sich nicht Isadora, sondern ihre Tochter im Haus befindet, bis sie sie entdeckt. Doch Soledad gelingt es mit ihrer Gerissenheit, ihrem Mut und ihrer Schalkhaftigkeit, Natalia und Mateo zu entlarven, gerade als Isadora mit Carlos eintrifft, die sich inzwischen erholt hat. Am Ende werden alle Verbrechen von Natalia und Mateo aufgedeckt. In seiner Verzweiflung flieht Mateo vor der Polizei, nur um einen Autounfall zu erleiden, der ihn lebenslang im Wachkoma lässt, während Natalia verhaftet und für schuldig befunden wird. Aber Mutter und Tochter müssen noch ein weiteres Hindernis überwinden, das sie vom Glück abhält: Piedad, die voller Wut und Groll ist, weil Gerardo sie nie geliebt hat, plant, sich zu rächen und ihn und Soledad zu töten, um sich an Isadora zu rächen. Auf dem Dach eines Gebäudes versucht Piedad, Soledad zu erstechen, aber Gerardo kommt und hält sie auf. Soledad wird von der Polizei gerettet, und Piedad und Gerardo rutschen aus, fallen vom Dach und sterben in den Armen des anderen.
Endlich können Isadora und Soledad in Frieden mit ihren Liebhabern Carlos und Lalo zusammenleben, da ihnen niemand mehr etwas antun kann. In Acapulco findet eine Feier statt, bei der Soledad im Kreise ihrer Lieben zur Erlauchten Tochter von Acapulco ernannt wird. Alles ist fröhlich und lacht, bis Isadora vor den Augen des am Boden zerstörten Carlos, der bitterlich weint, einen tödlichen Herzanfall erleidet. Alle teilen den Schmerz über den Verlust von Isadora, aber Soledad ist beruhigt, dass ihre Mutter lange genug gelebt hat, um ihre Tochter erfüllt und glücklich zu sehen, wie sie es sich immer gewünscht hat.